# Ischyropalpus dispar
Ischyropalpus dispar är en skalbaggsart som beskrevs av Werner 1973. Ischyropalpus dispar ingår i släktet Ischyropalpus och familjen kvickbaggar. Inga underarter finns listade i Catalogue of Life.